# ستيف كينغ (لاعب هوكي الجليد)
ستيف كينغ هو لاعب هوكي الجليد كندي، ولد في 8 سبتمبر 1948 في تورونتو في كندا.

## وصلات خارجية
- ستيف كينغ على موقع EliteProspects.com (الإنجليزية)
- ستيف كينغ على موقع HockeyDB.com (الإنجليزية)
- ستيف كينغ على موقع Hockey-Reference.com (الإنجليزية)